# Landesregierung Pühringer II
Die Landesregierung Pühringer II bildete die Oberösterreichische Landesregierung von der Landtagswahl 1997 bis zur Angelobung der Landesregierung Pühringer III am 23. Oktober 2003. Für die XXV. Gesetzgebungsperiode vereinbarte die ÖVP mit der SPÖ ein Koalitionsabkommen. Auf Grund des Proporzsystems waren in der Landesregierung jedoch auch Mitglieder der FPÖ vertreten.
Landeshauptmann-Stellvertreter Fritz Hochmair verließ mit Wirkung vom 11. Mai 2000 die Landesregierung. Als Nachfolger wurde am 11. Mai 2000 Erich Haider angelobt, als Landesrätin rückte Silvia Stöger in das Regierungsteam nach. Das Gemeinderessort von Fritz Hochmair wanderte nach dessen ausscheiden zu Soziallandesrat Josef Ackerl. Erich Haider trat das Natur- und Umweltressort an Silvia Stöger ab, behielt jedoch die Verkehrsagenden und den Wohnbau.
Landeshauptmann-Stellvertreter Christoph Leitl verließ nur einen Monat später, mit Ablauf des 5. Juli 2000, die Landesregierung, nachdem er zum Präsidenten der Wirtschaftskammer Österreich gewählt worden war.  Als Landeshauptmann-Stellvertreter folgte Leitl der bisherige Landesrat Franz Hiesl nach, der jedoch seine Ressorts behielt. Die Ressorts von Christoph Leitl übernahm großteils der am 6. Juli angelobte Landesrat Josef Fill. Das Finanzressort ging von Leitl an Landeshauptmann Pühringer.

## Regierungsmitglieder
| Amt                                                     | Name             | Partei | Aufgabengruppen exklusive anderer Teilbereiche |
| ------------------------------------------------------- | ---------------- | ------ | --- |
| Landeshauptmann                                         | Josef Pühringer  | ÖVP    | Finanzen, Justitiariat, Kultur, Kultus, Presse, sonstige präsidielle Angelegenheiten, Sport, Statistik, Verfassungsdienst |
| Landeshauptmann-Stellvertreter                          | Franz Hiesl      | ÖVP    | Autobahnen, Baurecht, Aufgabengruppe Bau- und Anlagentechnik, Brückenbau, Geoinformation und Liegenschaft, Hochbau, Innerer Baudienst und zentrale sonstige Angelegenheiten des Baudienstes, Personal-Objektivierung, Personalrechtsangelegenheiten, Straßenbau |
| Landeshauptmann-Stellvertreter                          | Erich Haider     | SPÖ    | Verkehrsgewerbe, Verkehrsrecht, Verkehrstechnik, Wohnbauförderung |
| Landesrat                                               | Hans Achatz      | FPÖ    | Sparkassen, Veterinärdienst, Veterinärrecht, Wasserrecht, Wasserwirtschaft |
| Landesrat                                               | Josef Ackerl     | SPÖ    | Gemeinden, Jugendwohlfahrt, Opferfürsorge, Soziales, Sozialhilfeträger-Land, Sozialversicherung, Verwaltungspolizei |
| Landesrat                                               | Walter Aichinger | ÖVP    | Bildung, Bodenreform, Feuerpolizei und Katastrophenhilfsdienst, Landesanstalten und -betriebe, Zivildienst |
| Landesrat                                               | Josef Fill       | ÖVP    | Energie und Rohstoffe, Gewerbe, Raumordnung, Staatsbürgerschaft, Wahlen, Wirtschaft |
| Landesrätin                                             | Ursula Haubner   | FPÖ    | Personenstandswesen, Preisbestimmung und Preisüberwachung, Sanitätsdienst – Lebensmittelaufsicht, Umweltakademie, Umweltrecht, Umweltschutz |
| Landesrätin                                             | Silvia Stöger    | SPÖ    | Natur- und Landschaftsschutz, Sanitätsdienst Land und Bund |
| Vorzeitig ausgeschiedene Mitglieder der Landesregierung |                  |        | |
| Landeshauptmann-Stellvertreter                          | Fritz Hochmair   | SPÖ    | Gemeinden |
| Landeshauptmann-Stellvertreter                          | Christoph Leitl  | ÖVP    | Energie und Rohstoffe, Finanzen, Gefällsstelle, Gewerbe, Justitiaria, Raumordnung und Bautechnischer Sachverständigendienst, Staatsbürgerschaft, Wahlen, Wirtschaft                                                                                             |